# Walter Girg

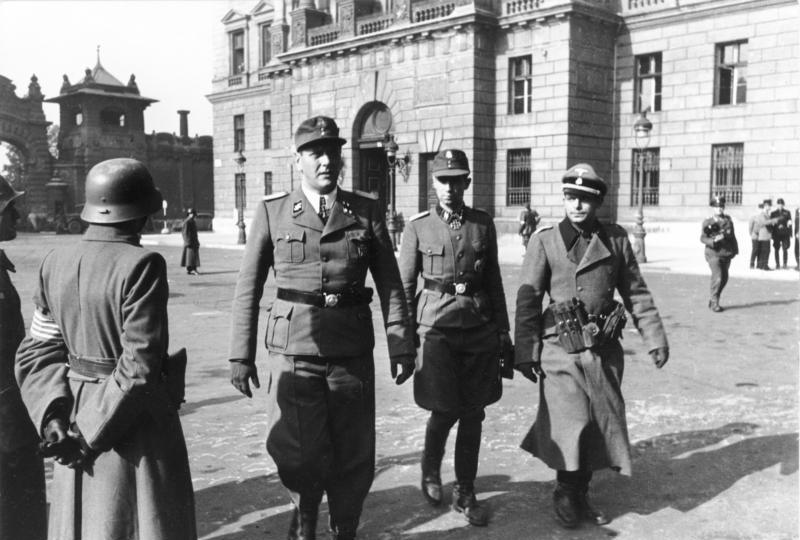
Skorzeny (links), Fölkersam (Mitte) und Walter Girg (rechts) in Budapest, Oktober 1944

Walter Franz Girg (* 13. August 1919 in Hamburg-Harburg; † 25. Juli 2010) war ein  deutscher Offizier der Waffen-SS im Zweiten Weltkrieg.

## Leben
Walter Girgs Eltern waren der österreichische Ingenieur Franz Xaver Girg und dessen Frau Olga, geborene Blunder. Er hatte zudem eine ältere Schwester Anna (* 1917) und einen jüngeren Bruder Rudi  (* 1928) sowie möglicherweise einen weiteren Bruder Franz, der im Zweiten Weltkrieg an der Ostfront fiel. 1925 zog die Familie von Hamburg nach Pressburg und später weiter nach Wimpassing um. Franz Girg war dort als Werksdirektor der Firma Semperit tätig. Dort wuchs Walter Girg auf und besuchte die Grundschule. Als weiterführende Schule besuchte er ein katholisches Internat in Wien. Walter Girg machte nach der Schule zunächst eine Lehre als Maschinenschlosser in Gloggnitz und besuchte die Technische Hochschule für 3 Jahre. Am 1. Mai 1938 trat er als Freiwilliger der SS-Verfügungstruppe bei (SS-Nummer 475.383).:22ff

### Militärkarriere
Walter Girg diente im Zweiten Weltkrieg in der SS-Standarte »Der Führer«, bis diese 1942 aufgelöst wurde, sowie in der SS-Division „Reich“ (mot.) auf den östlichen Kriegsschauplätzen. Nach seiner Aufnahme in den SS-Jagdverband Mitte, unter dem Kommando von Obersturmbannführer Otto Skorzeny, wirkte Girg bei einigen wichtigen Aufklärungs- und Sabotageoperationen mit. Dazu gehörten die Befreiung Mussolinis beim Unternehmen Eiche (1943) in Italien, das Unternehmen Panzerfaust (1944) in Ungarn, die Operation Landfried in Rumänien (1944) sowie Operationen in Pommern sowie Westpreußen (1945). Er erhielt für seine Einsätze das Ritterkreuz und wurde zum 16. September 1944 zum SS-Obersturmführer sowie vermutlich April 1945 zum SS-Hauptsturmführer befördert. Walter Girg geriet im Rahmen der Aufklärungseinsätze zu den deutschen Rückzugswegen 2 mal in Gefangenschaft und wurde zum Tode verurteilt. Nach seinen Einsätzen wurden Girg die höchsten deutschen Kriegsauszeichnungen verliehen.
Nach der Kapitulation Deutschlands versteckte sich Girg in den Wäldern um Kitzbühel in Tirol, wo er zuletzt in der Nähe von Lofer eine kleine Truppe von 40 bis 50 Mann befehligt hatte. Durch Informationen eines ehemaligen SS-Angehörigen und CIC-Informanten konnte er durch US-amerikanische Truppen (42nd CIC Detachment in Salzburg) in Österreich in Gewahrsam genommen und intensiv vernommen werden.

### Nach 1945
Nach der Änderung der politischen Beziehung der Westalliierten mit der Sowjetunion wurde Walter Girg durch den Counter Intelligence Corps (CIC) angeworben. Seine Akten der Behörde wurden erst 2006 der Öffentlichkeit zugänglich gemacht.:182 In den folgenden Jahren nach dem Krieg war Girg für den deutschen Bundesnachrichtendienst aktiv.
Walter Girg trat 1952 in das elterliche Unternehmen in Hildesheim ein. Sein Vater Franz Girg war Chemiker, Forscher im Bereich Kautschuk und Patentinhaber zur Herstellung von Moosgummi. Im Jahr 1948 hatte er in Hildesheim die Firma Franz Girg, Spezialgummifabrikation gegründet und am 1. April 1951 gemeinsam mit dem Kaufmann Karl Heinz Bädje die Firma Meteor, Girg und Bädje KG. Die Firma, spezialisiert auf Autodichtungen, wuchs schnell erhielt 1953 den ersten Auftrag von Mercedes-Benz. Nach Unstimmigkeiten der Teilhaber schied die Familie Girg aus dem Unternehmen aus. 
Walter Girg wurde 1954 für den niedersächsischen Landtag als Kandidat der CDU nominiert, trat aber vor der Wahl von der Kandidatur zurück. Er war Mitbegründer der deutschen Gesellschaft für Wehrkunde. Er erhielt einen Anstellungsvertrag als Kolorist der Firma Boxer, Toronto, Canada, die kanadischen Behörden untersagten jedoch kurzfristig die Ausreise. 
Von 1958 bis 1980 war Walter Girg als kaufmännischer Leiter für die Deutsche BP Ag, Hamburg tätig. Aufgrund seiner Erfahrung in der Projektplanung und der Zusammenarbeit mit Prof. Klose, Hildesheim, in der Städtebauplanung, engagierte sich Walter Girg in der ländlichen Entwicklungsplanung und Kommunalpolitik.

## Auszeichnungen
- Eisernes Kreuz (1939) II. und I. Klasse[2]:169
- Medaille zur Erinnerung an den 13. März 1938 (Ostmark-Medaille)[2]:25
- Medaille zur Erinnerung an den 1. Oktober 1938 (Sudetenland-Medaille)[2]:25
- Ostmedaille (1941/42)[2]:169
- Silberne Nahkampfspange[2]:171
- Ritterkreuz des Eisernen Kreuzes mit Eichenlaub[4][5]
  - Ritterkreuz am 4. Oktober 1944[2]:169
  - Eichenlaub am 1. April 1945 (814. Verleihung)